# Вітрильний спорт на літніх Олімпійських іграх 1980
Змагання з вітрильного спорту на літніх Олімпійських іграх 1980 у Москві тривали з 19 до 29 липня до 8 серпня в Балтійському морі поблизу узбережжя району Піріта в Таллінні. Розіграно 6 комплектів нагород у відкритих дисциплінах, тобто жінки могли змагатися нарівні з чоловіками. Утім змагалися лише чоловіки. Через бойкот Ігор з боку країн західного блоку туди не поїхала низка чемпіонів світу та Європи.

## Країни
| Австрія (AUT)   | Бразилія (BRA)       | Болгарія (BUL)   |
| Куба (CUB)      | Кіпр (CYP)           | Данія (DEN)      |
| Іспанія (ESP)   | Фінляндія (FIN)      | НДР (GDR)        |
| Греція (GRE)    | Гватемала (GUA)      | Угорщина (HUN)   |
| Ірландія (IRL)  | Італія (ITA)         | Нідерланди (NED) |
| Польща (POL)    | Румунія (ROM)        | Швейцарія (SUI)  |
| Швеція (SWE)    | Чехословаччина (TCH) | СРСР (URS)       |
| Югославія (YUG) | Зімбабве (ZIM)       |                  |

## Медальний залік
| Дисципліна              | Золото                                                                     | Срібло                                                            | Бронза                                                                        |
| ----------------------- | -------------------------------------------------------------------------- | ----------------------------------------------------------------- | ----------------------------------------------------------------------------- |
| 1980: Фінн              | Фінляндія (FIN) · Еско Рекардт                                             | Австрія (AUT) · Вольфґанґ Майргофер                               | СРСР (URS) · Андрій Балашов                                                   |
| 1980: 470               | Бразилія (BRA) · Маркос Соарес · Едуарду Пеніду                            | НДР (GDR) · Йорн Боровскі · Еґберт Свенсон                        | Фінляндія (FIN) · Йоуко Ліндґрен · Ґеорґ Талльберґ                            |
| 1980: Летючий голандець | Іспанія (ESP) · Алехандро Абаскаль · Мігель Ногер                          | Ірландія (IRL) · Девід Вілкінс · Джеймс Вілкінсон                 | Угорщина (HUN) · Сабольч Детре · Жолт Детре                                   |
| 1980: Торнадо           | Бразилія (BRA) · Ларс Сіґурд Б'єркстрем · Алешандре Велтер                 | Данія (DEN) · Петер Дуе · Пер К'єрґорд                            | Швеція (SWE) · Єран Марстрем · Єрґен Раґнарссон                               |
| 1980: Зоряний           | СРСР (URS) · Валентин Манкін · Олександр Музиченко                         | Австрія (AUT) · Губерт Раудашль · Карл Ферстль                    | Італія (ITA) · Джорджо Горла · Альфіо Перабоні                                |
| 1980: Солінґ            | Данія (DEN) · Поуль Рікард Гей Єнсен · Вальдемар Бандоловскі · Ерік Гансен | СРСР (URS) · Борис Будников · Олександр Будников · Микола Поляков | Греція (GRE) · Анастасіос Будуріс · Анастасіос Гавріліс · Арістідіс Рапанакіс |

## Таблиця медалей
| Місце               | Країна              | Золото | Срібло | Бронза | Загалом |
| ------------------- | ------------------- | ------ | ------ | ------ | ------- |
| 1                   | Бразилія (BRA)      | 2      | 0      | 0      | 2       |
| 2                   | СРСР (URS)          | 1      | 1      | 1      | 3       |
| 3                   | Данія (DEN)         | 1      | 1      | 0      | 2       |
| 4                   | Фінляндія (FIN)     | 1      | 0      | 1      | 2       |
| 5                   | Іспанія (ESP)       | 1      | 0      | 0      | 1       |
| 6                   | Австрія (AUT)       | 0      | 2      | 0      | 2       |
| 7                   | Ірландія (IRL)      | 0      | 1      | 0      | 1       |
| 7                   | НДР (GDR)           | 0      | 1      | 0      | 1       |
| 9                   | Італія (ITA)        | 0      | 0      | 1      | 1       |
| 9                   | Греція (GRE)        | 0      | 0      | 1      | 1       |
| 9                   | Угорщина (HUN)      | 0      | 0      | 1      | 1       |
| 9                   | Швеція (SWE)        | 0      | 0      | 1      | 1       |
| Загалом (12 збірні) | Загалом (12 збірні) | 6      | 6      | 6      | 18      |